# 生命形態列表
生命形態泛指任何具有生命的事物。 亦包含了實際存在、假設性、被目擊、宗教和虛構的存在體。

## 科學

### 生物學
- 病毒
- 單細胞生物
- 動物
- 非细胞生物
- 分類學
- 共生
- 古菌
- 古生物學
- 化石
- 寄生
- 擬態
- 水，生命的起源
- 生命
- 生物化學
- 生物的變態
- 生物分類法
- 嗜極生物
- 细菌
- 微生物
- 演化生物學
- 有機體
- 真核生物
- 真菌
- 真社會性
- 原生生物
- 植物
- 碳基生物

### 人類學
- 人類
- 體質人類學
- 文化人類學
- 語言人類學
- 社會人類學
- 個人

### 有争议生命
- 納米細菌
- 毫微生物
- 艾伦丘陵陨石84001
- 默奇森陨石
- 喀拉拉紅雨
- 休格地隕石
- 沙漠岩漆
- 星果冻（英语：Star jelly）
- 奈克拉陨石
- 海盗号着陆器生物探测实验

## 假設生命

### 外星生命
- 天體生物學
- 火星生命
- 搜尋地外文明計劃（SETI）
- 行星適居性
- 泛種論
- 影子生物圈
- 碳沙文主義
- 金星生命
- 定向泛種論（英语：Directed panspermia）
- 宇宙生态学（英语：Astroecology）

### 生物化學
- 米勒-尤里实验
- RNA世界學說
- 原始生命体
- 第一有機體（英语：Ur-organism）
- 硅基生命
- PAH世界學說（英语：PAH world hypothesis）
- 生命印迹
- 鐵硫世界理論

### 其他
- 水猿假說
- 猜想生物
- 後人類（英文）

## 人造工程

### 機器人
- 個體為本模型
- 人形机器人
- 仿生學
- 人工意識
- 人工智慧
- 人工生命
- 計算神經科學
- 賽博格
- 人工創造（英文）
- 人工個人（英文）
- 自我复制機械（英文）

### 基因工程
- 克隆
- 合成生物學
- 人造生命

## 生命和宇宙的起源
- 創世神話
- 蓋亞假說
- 共同起源
- 內共生學說
- 天體演化學
- 無生源論
- 宇宙學
- 分子演化（英文）
- 宇宙谱系（英文）
- 最後共同祖先

## 超常現象

### 外星人目擊事件
- 外星人绑架
- 幽浮學
- UFO事件列表
- 不明飛行物
- 不明潜水物
- 黑衣人
- 麥田圈
- 能量體（英文）
- 天使毛髮（英文）

### 神秘生物學
- 神秘動物學
- 神秘植物學
- 野人
- 水怪

### 靈異現象
- 分身
- 鬼屋
- 赛斯
- 騷靈現象
- 陰陽眼
- 幽靈船
- 电子语音现象（英文）
- 靈媒（英文）
- 私人启示（英文）
- 以诺派（英文）
- 神秘飞船（英文）
- 幽靈體驗（英文）
- 召喚儀式（英文）
- 两地同时出现（英文）

## 虛構

### 奇幻
- 亞人
- 獸人
- 半妖
- 奇幻種族
- 魔兽（日語）
- 魔人（日語）
- 魔神（日語）
- 魔族（日語）

### 科幻
- 外星生命入侵
- 第一次接觸
- 人工智慧叛變
- 提升生物
- 怪獸
  - 宇宙怪獸
- 类人类
- 海底人
- 地底人
- 怪人
- 不定形生物（英文）
- 沼澤怪物（英文）
- 突變型（英文）

### 其他
- 擬人論
- 獸耳
- 怪物

## 神話傳說
- 半神
- 龍形傳說生物
- 幻獸辭典
- 妖精
- 巨人
- 小矮人
- 不死鳥、鳳凰
- 能言動物
- 吸血鬼
- 人魚
- 獸人
- 不死生物
- 獨角獸、麒麟
- 妖怪
- 獸化人（英文）
- 捣蛋鬼（英文）

## 宗教、神祕學與哲學
- 禱告
- 敵基督
- 地獄
- 邪靈
- 泛靈論
- 佛
- 古蛇
- 活力論
- 基督
- 來世
- 靈
- 靈魂
- 靈界
- 靈性
- 魔
- 魔鬼
- 普紐瑪
- 菩薩
- 賽姬
- 善與惡
- 神
- 神祇
- 神仙
- 天使
- 天堂
- 通靈術
- 迷信
- 心靈
- 信念
- 陰間
- 元素精靈
- 古埃及的靈魂觀（英文）
- 非物質實體（英文）

## 本質、歸類與特質
- 意識
- 實體
- 倫理學
- 智力
- 道德
- 理性
- 智慧
- 存在體（英文）
- 感知（英文）
- 自我意識（英文）
- 創造物（英文）

## 倫理
- 虐待動物
- 活体解剖
- 人工智能伦理（英文）